# Émile Schwartz
Émile Schwartz (né le 21 avril 1892 à Namur et mort le 3 novembre 1970 à Berchem-Sainte-Agathe) est un poète et auteur dramatique belge. Il a notamment traduit en français le Jeu du Saint Sang.
Il s'est marié avec Marie-Thérèse Schiltz (née en 1891 à Anvers), actrice de théâtre (notamment au théâtre royal des Galeries de Bruxelles) sous le pseudonyme de Norah Melva. Le couple aura deux enfants dont Jean-Emmanuel Schwartz (1932-2006), professeur de français au Collège du Sacré-Cœur et à l'École de la Sagesse à Ganshoren (Bruxelles).
Il a été lauréat du Prix littéraire du Brabant, directeur-fondateur des revues La Source et La Vie et les Hommes, membre du Tiers-Ordre Saint François

## Récompenses
- Médaille de vermeil et médaille d'or du Conseil européen d'art et d'esthétique
- Décoration Pro Ecclesia et Pontifice.
- Chevalier de l'Ordre de Léopold II

## Ouvrages
Poésie
- Tendresses, contes et poèmes en prose, 1926
- Visage de mon rêve, poèmes en prose
- L'Âme retrouvée, méditations et poèmes en prose
- La Meuse éternelle, évocation poétique de la Meuse millénaire

Théâtre
- Âme de reine, pièce dramatique en un acte, 1925
- Une voix dans la mine, chœur parlé, suivi de Sauver la famille pour sauver le monde, chœur parlé, 1938
- Claire d'Assise, pièce franciscaine en un acte, 1942
- Bienvenue à nos Exilés, chœur parlé, 1945
- Le Jeu de la charité, jeu scénique, 1951
- Le Jeu de Beauraing Notre-Dame, pièce, 1954
- L'Immortelle Aimée, cinq tableaux de la vie de Beethoven, 1956
- Noël dans la cité, jeu scénique en quatre parties, 1957
- Maria Goretti, Lis des champs, jeu scénique, s. d.
- Blanche-Neige au bois dormant, comédie féerique en quatre actes, s. d.
- Alix la Lépreuse de la Cambre, pièce en cinq actes
- Marthe de Bréthanie, pièce en trois actes
- Flocons de neige, comédie en un acte
- Jeunesse, comédie en un acte
- Petite Monique, comédie en un acte
- Chanson du troubadour, comédie en un acte
- La Maison blanche, comédie en un acte
- La Nouvelle Cendrillon, comédie en un acte
- Madame Dugratin a tout prévu, comédie en un acte
- Les prisonniers vous parlent, comédie en un acte
- La Voisine (Noël), comédie en un acte
- Le Dieux des bergers, comédie en un acte
- Le Berger de Bethléem, comédie en un acte

Chœurs parlés et jeux scéniques pour jeunes filles
- Notre-Dame du Printemps
- Le Retour des sorcières
- L'Enfant-roi
- Il est ressuscité (jeu pascal)
- Primavera
- La Joie donnée au monde
- Le Jeu du carillon de Mons
- Le Mystère de Noël (E. Everbercq)

Chœurs parlés et jeux scéniques pour jeunes gens ou jeunes filles
- Un chef, le Christ-roi
- Le Pain du soir
- Résurrection
- Sauvez la famille
- Appel des cathédrales
- Devant la mer. Devant une croix
- La Paix dans la cité
- Notre-Dame de la Route
- Notre Mère qui êtes aux cieux

Chœurs parlés et jeux scéniques pour enfants
- Laissez venir à moi les petits
- La Chanson des blés

Comédies en un acte pour jeunes gens
- Charmantes vacances
- Vive le Christ-roi
- L'Appel de la route (Sscouts)

Autres
- Le Paladin du Christ, cinq actes traduits du néerlandais (P. Bertand)
- Une voix dans la mine, chœurs parlé des mineurs
- Saint François d'Assise et le Miracle de la beauté, 1942
- Exploration des espaces intérieurs. Vers plus d'intelligence et de bonté, médiation pour l'âge planétaire, 1965
- Vivre dans l'Éternel. Vers plus d'intelligence et de bonté, médiation pour tous les hommes de bonne volonté, 1968

Traductions
- R. P. Bertrand : Le Paladin du Christ : François d'Assise, pièce dramatique en 5 actes avec prologue et épilogue, 1934
- Joseph Boon : Sanguis Christi : Le Jeu du Saint Sang de Bruges, 1947